# U-957
| U-957                                    | U-957 | U-957 |
| ---------------------------------------- | --- | --- |
|                                          | | |
|                                          | | |
| Зображення підводного човна підтипу VIIC | | |
| Під прапором                             | Третій Рейх | Третій Рейх |
| Спуск на воду                            | 21 листопада 1942 року                                                                                             | 21 листопада 1942 року                                                                                             |
| Введений до складу флоту                 | 7 січня 1943 року                                                                                                  | 7 січня 1943 року                                                                                                  |
| Виведений зі складу флоту                | 21 жовтня 1944 року                                                                                                | 21 жовтня 1944 року                                                                                                |
| Сучасний статус                          | 29 травня 1945 року передислокований до Британії, де розібраний на брухт                                           | 29 травня 1945 року передислокований до Британії, де розібраний на брухт                                           |
| Проєкт                                   | | |
| Тип ПЧ                                   | Торпедний ДПЧ | Торпедний ДПЧ |
| Розробник проєкту                        | Blohm + Voss, Гамбург                                                                                              | Blohm + Voss, Гамбург                                                                                              |
| Основні характеристики                   | | |
| Швидкість (надводна)                     | 17,7 вузла | 17,7 вузла |
| Швидкість (підводна)                     | 7,6 вузла | 7,6 вузла |
| Робоча глибина занурення                 | 100 м | 100 м |
| Гранична глибина занурення               | 230 м | 230 м |
| Автономність плавання                    | 135—174 км на швидкості 4 вузли (в підводному положенні) 11 470 км на швидкості 10 вузлів (у надводному положенні) | 135—174 км на швидкості 4 вузли (в підводному положенні) 11 470 км на швидкості 10 вузлів (у надводному положенні) |
| Екіпаж                                   | 44—60 осіб | 44—60 осіб |
| Розміри                                  | | |
| Довжина найбільша (по КВЛ)               | 67,1 м | 67,1 м |
| Ширина корпусу найб.                     | 6,2 м | 6,2 м |
| Висота                                   | 9,6 м | 9,6 м |
| Середня осадка (по КВЛ)                  | 4,74 м | 4,74 м |
| Водотоннажність надводна                 | 769 т | 769 т |
| Озброєння                                | | |
| Артилерія                                | 1 × 88-мм палубна гармата SK C/35                                                                                  | 1 × 88-мм палубна гармата SK C/35                                                                                  |
| Торпедно- мінне озброєння                | 4 носових і один кормовий ТА. 14 торпед або 26 мін TMA                                                             | 4 носових і один кормовий ТА. 14 торпед або 26 мін TMA                                                             |
| ППО                                      | 1 × 20-мм зенітна гармата FlaK 30/38/Flakvierling                                                                  | 1 × 20-мм зенітна гармата FlaK 30/38/Flakvierling                                                                  |

U-957 — німецький підводний човен типу VIIC, що входив до складу крігсмаріне за часів Другої світової війни. Закладений 11 березня 1942 року на верфі Blohm + Voss у Гамбурзі. Спущений на воду 21 листопада 1942 року, 7 січня 1943 року корабель увійшов до складу ВМС нацистської Німеччини.

## Бойовий шлях
Після введення U-957 до строю підводний човен входив до складу 5-ї навчальної флотилії ПЧ Крігсмаріне. З 1 серпня 1943 року ПЧ увійшов до 3-ї флотилії підводних човнів, що діяла в Північній Атлантиці, з 1 січня 1944 року U-957 перебував у 11-ї, а з 1 жовтня 1944 року — в 13-ї флотилії Крігсмаріне.
З 7 січня 1943 року і до жовтня 1944 року, U-565 здійснив 7 бойових походів, переважно в Північному Льодовитому океані та Норвезькому морі, потопив два військові кораблі: радянський корвет «Брильянт» й американський торпедний катер USS PTC-38 і два судна противника сумарною водотоннажністю 7564 брутто-реєстрових тонн.

#### Бій біля Нордкапа
20 грудня 1943 року з бухти Лох-Ю в Шотландії вийшов черговий арктичний конвой JW 55B з 19 транспортних та вантажних суден. До складу сил супроводу під командуванням віцеадмірала Б. Фрезера входили: лінкор «Герцог Йоркський», крейсери «Белфаст», «Норфолк», «Шеффілд», «Джамайка» і чотири есмінці «Саумарез», «Савідж», «Скорпіон» і норвезький «Сторд».
26 грудня 1943 року о 8:40 в умовах повної полярної ночі кораблі союзників вступили в бій з німецьким ударним угрупованням флоту, яке очолював лінійний корабель ВМС Третього Рейху «Шарнгорст».
У ході морського бою, який точився протягом дня, британські кораблі завдали серйозних пошкоджень лінкору «Шарнгорст», який внаслідок цього приблизно о 18:45 затонув.

### Подальша доля ПЧ
У жовтні 1944 року, після отримання 18 вересня 1944 року пошкоджень паковим льодом у Карському морі, був виведений зі складу сил флоту в Нарвіку, списаний і частково розібраний на доукомплектування інших човнів. У травні 1945 року перетягнутий до Англії, де розібраний на брухт.

## Командири
- Оберлейтенант-цур-зее Франц Зар (7 січня — 20 березня 1943)
- Оберлейтенант-цур-зее Гергард Шар (1 квітня 1943 — 21 жовтня 1944)

## Перелік уражених U-957 суден у бойових походах
| №                                                              | Дата            | Назва           | Тип                 | Належність      | Водотоннажність (брт) | Вантаж                                                                 | Конвой        | Результат та координати                                                | Наслідки атаки для екіпажу     | Прим. |
| -------------------------------------------------------------- | --------------- | --------------- | ------------------- | --------------- | --------------------- | ---------------------------------------------------------------------- | ------------- | ---------------------------------------------------------------------- | ------------------------------ | ----- |
| Другий похід (24.01—2.02.1944, 10 діб; Нарвік—Гаммерфест)      |                 |                 |                     |                 |                       |                                                                        |               |                                                                        |                                |       |
| 1                                                              | 26 січня 1944   | Fort Bellingham | суховантажне судно  | Велика Британія | 7 153                 | 4 900 тонн військового та генерального вантажу, зокрема 5 тонн кордиту | Конвой JW 56A | потоплено 73°25′ пн. ш. 25°10′ сх. д. / 73.417° пн. ш. 25.167° сх. д.  | 75 (37 загинуло, 38 врятовані) |       |
| 2                                                              | 26 січня 1944   | USS PTC-38      | торпедний катер     | США             | 54                    |                                                                        | Конвой JW 56A | потоплений 73°22′ пн. ш. 24°15′ сх. д. / 73.367° пн. ш. 24.250° сх. д. | 2 (усі врятовані)              |       |
| Шостий похід (23.07—3.09.1944, 43 доби; Гаммерфест—Гаммерфест) |                 |                 |                     |                 |                       |                                                                        |               |                                                                        |                                |       |
| 3                                                              | 26 серпня 1944  | «Норд»          | гідрографічне судно | СРСР            | 411                   |                                                                        |               | потоплено 75°35′ пн. ш. 89°50′ сх. д. / 75.583° пн. ш. 89.833° сх. д.  | 22 (18 загинуло, 4 врятовані)  |       |
| Сьомий похід (7.09—3.10.1944, 27 діб; Гаммерфест—Нарвік)       |                 |                 |                     |                 |                       |                                                                        |               |                                                                        |                                |       |
| 4                                                              | 23 вересня 1944 | «Брильянт»      | корвет              | СРСР            | 550                   |                                                                        | Конвой VD 1   | потоплений 76°10′ пн. ш. 87°45′ сх. д. / 76.167° пн. ш. 87.750° сх. д. | 64 (усі загинули)              |       |